# Tokugawa Ieyoshi
Tokugawa Ieyoshi (徳川 家慶?   22 de junio de 1793–27 de julio de 1853) fue el 12.º shōgun Tokugawa de Japón. Fue el segundo hijo del shogun Tokugawa Ienari.
Fue nombrado shogun en 1837 tras la muerte de su padre. Encargó a Mizuno Tadakuni en la elaboración de la reforma Tenpō.
Se mostró sorprendido tras la llegada de las naves de Matthew Perry a la bahía de Tokio en 1853, cuyo propósito era negociar un tratado que le permitiera a los Estados Unidos comerciar con Japón. Poco después, comenzó a sentirse enfermó y falleció. Al año siguiente el Shogunato Tokugawa fue forzado a aceptar las demandas de los Estados Unidos con la firma del Tratado de Kanagawa.